# مینای چمنی
مینای چمنی(نام علمی: Bellis perennis) که با نام‌های دِیْزی چمنی، مینای معمولی و مینای انگلیسی نیز شناخته می‌شود نام یک گونه از تیره کاسنیان است.
این گیاه از خانواده گلستارگان و بومی منطقه غرب، مرکز و شمال اروپا است.
مینای چمنی گیاهی کوچک است که گل‌های آن به رنگ‌های سفید، صورتی، بنفش و قرمز است.
گل مینای چمنی را در فضای سبز برای حاشیه باغچه‌ها، تپه‌ها، باندها گلکاری، در کنار نهرها، نقاط مردابی و سراشیبی برای تزئین چمن به کار می‌برند. مینای چمنی گیاهی بوته ای و کوتاه قد، چندساله و پاییزه از تیره آفتابگردان یا کاسنیان است که در اروپا و غرب آسیا، به صورت وحشی در چمنزارها، زمین های مرطوب و مناطق جنگلی رشد می‌کند. مینای چمنی از ماه اسفند تا مهر گل می‌دهد و چنانچه زمستان ملایم باشد، در طول سال به گل می‌رود. این گیاه در شمال ایران رویش فراوانی دارد. سهولت کاشت و نیاز به عدم مراقبت زیاد و همچنین گلهای فراوان از جمله ویژگی‌های مینا چمنی ذکر شده است. مینای چمنی، به عنوان یکی از گیاهان دارویی استفاده های مختلفی داشته و قسمتهای مورد استفاده و دارویی آن برگ ها و سایر اندام‌های آن است. این گیاه تصفیه کننده خون، ملین ملایم، از بین برنده التهاب ها، آرام کننده، مقوی، معرق، خلط آور و به طور خفیف مدر بوده و در درمان رماتیسم نیز کاربرد دارد.

## نگارخانه

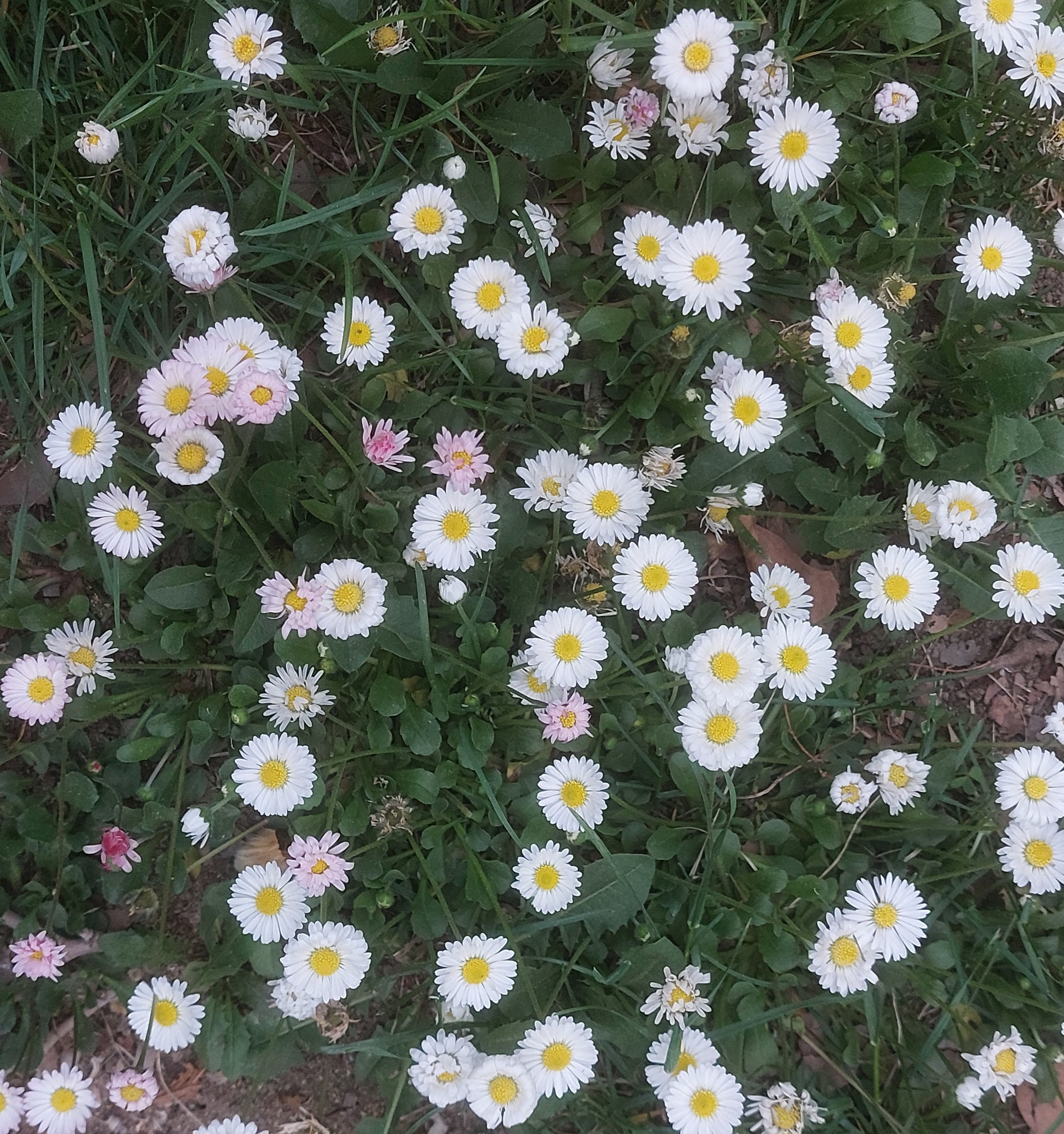
گل های میناچمنی سفید و صورتی
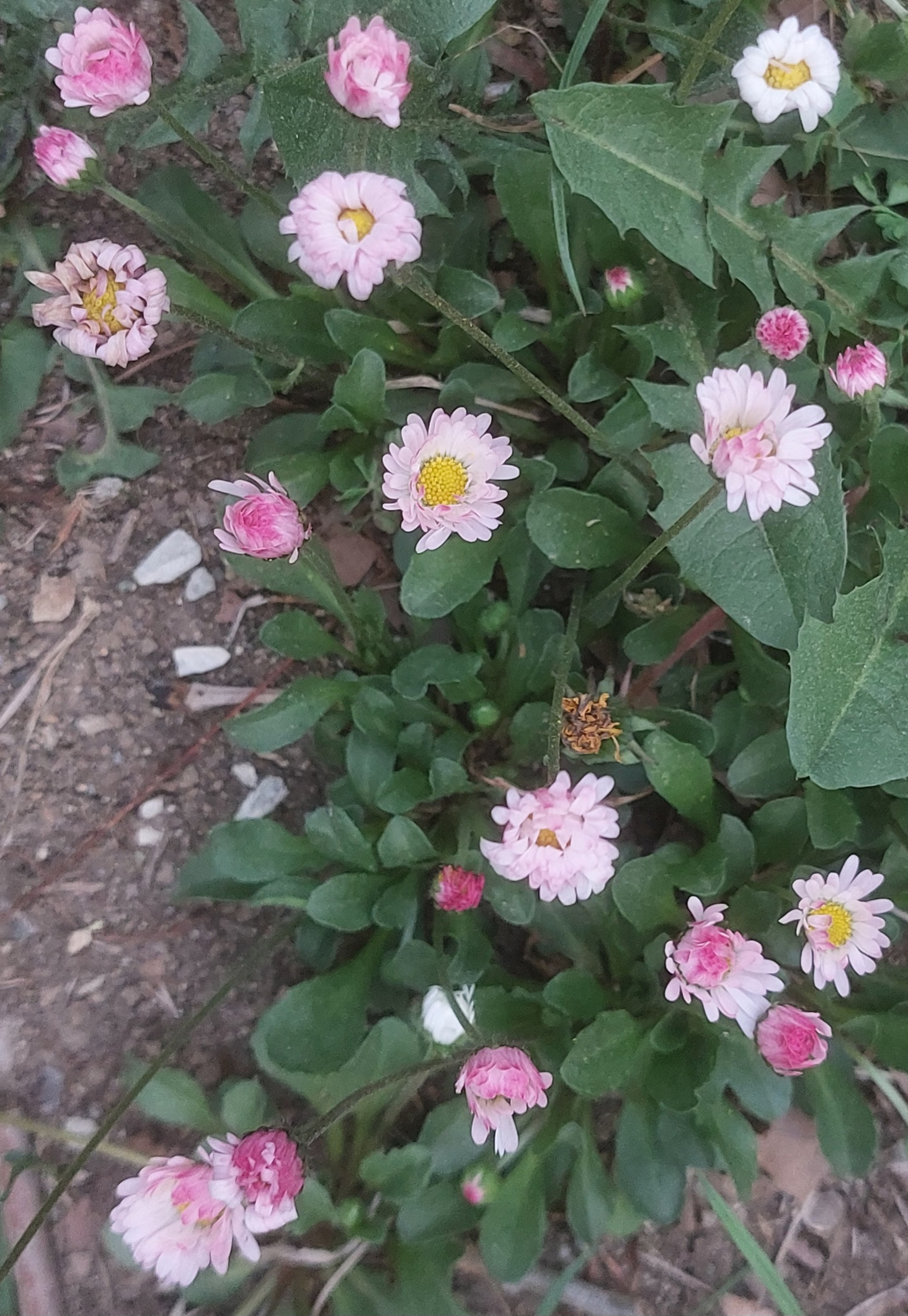
گل مینا چمنی صورتی
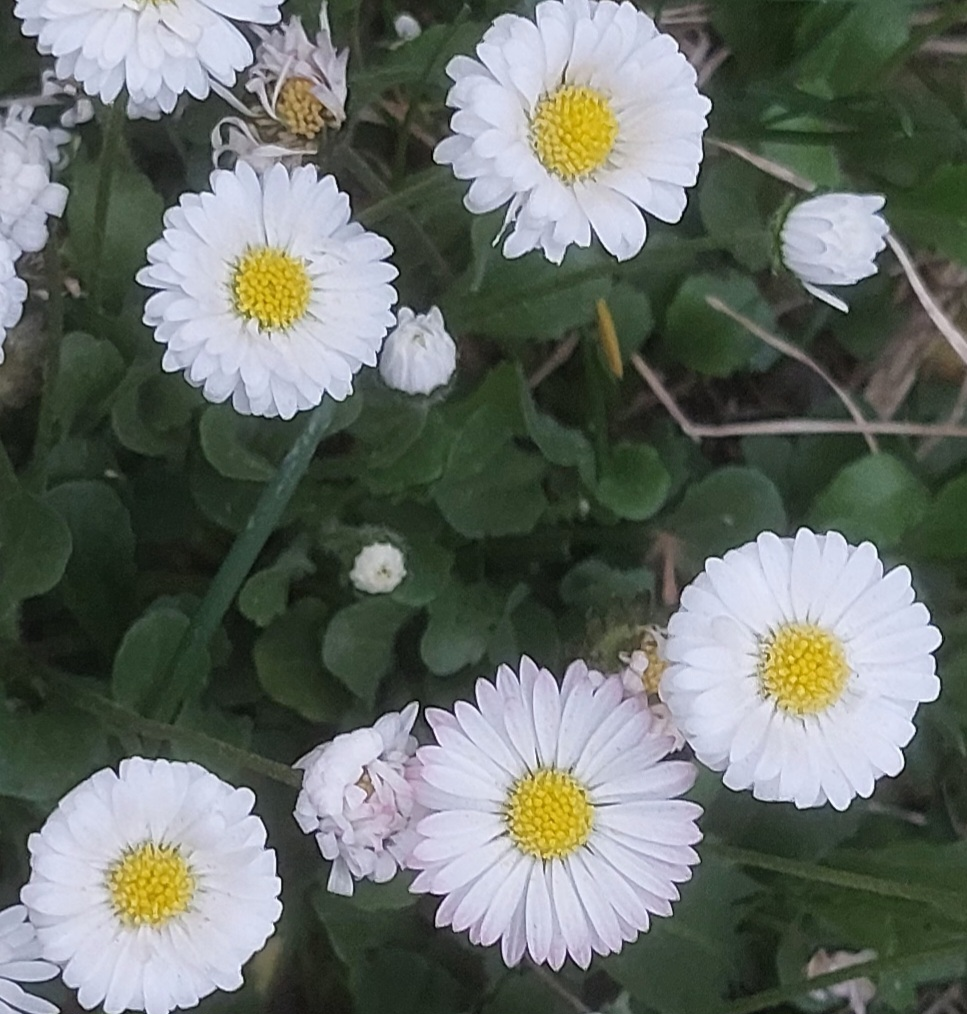
گل مینا چمنی سفید رنگ